# Frankfurt Lions
Die Frankfurt Lions waren ein Eishockeyclub aus Frankfurt am Main. Gegründet wurde die „Frankfurt Lions Eishockey GmbH“ 1991 als Frankfurter ESC „Die Löwen“. Die Gesellschaft war Nachfolgeorganisation der seit 1959 bestehenden Eishockeyabteilung von Eintracht Frankfurt und Gründungsmitglied der Deutschen Eishockey Liga, in der die Lions von 1994 bis 2010 ununterbrochen spielten, bevor 2010 Insolvenz angemeldet und der Spielbetrieb aufgrund des Lizenzentzuges eingestellt wurde. Der Stammverein für den Spielbetrieb der Damen- und Nachwuchsmannschaften war der heute noch existierende Young Lions Frankfurt Eishockey e. V., der heute als Löwen Frankfurt Nachwuchs e. V. Stammverein der Löwen Frankfurt ist.
Der größte Erfolg des Vereins, der seine Heimspiele in der Eissporthalle am Ratsweg austrug, war der Gewinn der deutschen Meisterschaft Saison 2003/04, als sich die Lions im Finale gegen die Eisbären Berlin in vier Spielen durchsetzten. Die Vereinsfarben des Clubs waren rot, weiß und schwarz.

## Geschichte

### Vorgeschichte
Eishockey wird in Frankfurt mindestens seit den 1930er Jahren gespielt. 1959 wurde eine Eishockeyabteilung der Eintracht Frankfurt gegründet. Nach deren Auflösung gründete sich der Frankfurter ESC „Die Löwen“. Am 25. März 1994 wurde zur Einführung der Profiliga Deutsche Eishockey Liga die Frankfurt Lions Eishockey GmbH gegründet.

### Frankfurt Lions in der DEL
Die Lions spielten in der Saison 1994/95 in der höchsten deutschen Spielklasse. Im Frankfurter Team spielten Weltstars wie Robert Reichel, der aufgrund eines NHL-Streiks nach Frankfurt geholt wurde, und Jiří Lála, der in dieser Saison erneut erfolgreichster Spieler war. In der ersten DEL-Saison erreichten die Lions 1995 die Play-offs und scheiterten hier nach fünf Spielen an den Kassel Huskies (1:4 Siege). 1996 erreichte der Verein abermals die Play-offs, scheiterte dann aber an den Huskies (0:3).

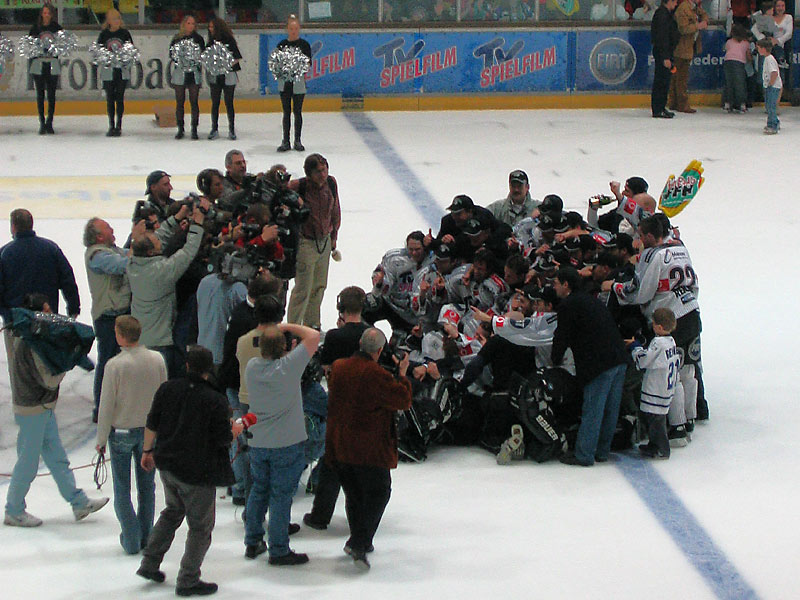
Die Frankfurt Lions nach dem Gewinn der Meisterschaft gegen die Eisbären Berlin am 16. April 2004

1997 hingegen konnte die mittlerweile finnisch geprägte Mannschaft den Abstieg nur knapp verhindern. Die Play-offs wurden nicht erreicht. Die Zuschauerzahlen sanken. Auch in wirtschaftlicher Hinsicht war das Jahr bedeutsam. Am 31. Januar übernahm Gerd Schröder die Frankfurt Lions Eishockey GmbH mit allen Anteilen und Verbindlichkeiten, am 7. August wurde Bernd Kress Geschäftsführer. Mit dem Führungswechsel kamen neue Geschäftsräume, ein neues Logo, neue Trikotfarben und neues Personal. Bernie Johnston wurde als Manager verpflichtet und holte 17 neue Spieler, darunter elf Kanadier. Die Lions erreichten in der DEL-Saison 1997/98 das Halbfinale und scheiterten am späteren Meister Adler Mannheim. Mit dem zweiten Platz nach der Vorrunde qualifizierte man sich für die European Hockey League und feierte den bis dahin größten Erfolg der Vereinsgeschichte.
Die Saison 1998/99 gestaltete sich turbulent: Trainer Bob Manno verließ schon am 17. Oktober 1998 den Club. Manager Bernie Johnston wurde Trainer. Die Frankfurt Lions waren von Mitte November 1998 bis Ende Januar 1999 Tabellenführer der DEL mit zeitweise elf Punkten Vorsprung auf den zweiten Tabellenplatz. Nach einer Niederlagenserie von acht Spielen mit nur einem Sieg geriet die Play-off-Teilnahme jedoch noch in Gefahr. Johnston wurde als Trainer abgelöst, blieb aber Manager. Unter dem neuen Trainer Rick Alexander erreichte man die Play-offs, schlug im Viertelfinale und Penalty-Schießen im fünften Spiel die Kölner Haie und unterlag dann im Halbfinale nach drei Spielen den Nürnberg Ice Tigers.
In der Saison 1999/2000 erreichte man nach trotz vieler Verletzungen und nach Austausch von Trainer und Manager doch noch die Play-offs. Man unterlag dem späteren Meister München Barons erst nach fünf hart umkämpften Spielen im Viertelfinale. Das Jahr 2001 war geprägt von einer neuerlichen Entlassung von Trainer- und Co-Trainer. Später trat auch Rick Alexander als Manager zurück. Trotz einer Steigerung unter dem neuen Trainer B. J. McDonald zu Saisonende verpasste man die Play-off-Teilnahme. In der Saison 2001/02 wurde McDonald nach nur acht Spieltagen wieder entlassen. Co-Trainer Doug Bradley übernahm den Chefposten, musste aber nach ungenügendem Saisonverlauf im Januar 2002 ebenfalls gehen. Die Lions wurden 11. und erreichten damit nicht die Play-offs.
Nach einer katastrophalen Saison 2002/2003 erreichten die Lions nur den vorletzten Tabellenplatz (Platz 13) und mussten in den Play-downs gegen die Schwenninger Wild Wings antreten. Hier verlor man in sechs Spielen und stieg sportlich ab. Da der Gegner Schwenningen jedoch insolvent war und somit den DEL-Spielbetrieb nach den Liga-Regularien in der kommenden Saison nicht wieder aufnehmen durfte, verblieben die Lions in der DEL.
2004 erwies sich als grandioses Jahr für den Club. Am 16. April gewannen die Frankfurt Lions im vierten Finalspiel die deutsche Meisterschaft, nachdem sie in der Hauptrunde nur den fünften Platz belegt hatten. Lions-Stürmer Pat Lebeau wurde nicht nur erfolgreichster Scorer der Hauptrunde (23 T + 46 A), sondern auch zum wertvollsten Spieler der Liga (MVP) gewählt. Auch die Saison 2004/05 war zunächst sehr erfolgreich, zog man doch als Tabellenführer nach der Vorrunde in die Play-offs ein. Dann aber verloren die Lions nach fünf Spielen im Halbfinale gegen die Adler Mannheim und mussten somit die Hoffnung auf eine Titelverteidigung aufgeben. Die Saison war geprägt vom Lockout in der NHL und damit von vielen Gastspielern, die das Niveau der Liga steigerten. Frankfurt konnte den Verteidiger Stéphane Robidas von den Chicago Blackhawks und später den Star-Stürmer der St. Louis Blues, Doug Weight, für wenigstens diese eine Saison ihr eigen nennen.
In der Saison 2005/06 konnte man nicht an die starken Leistungen aus den Vorjahren anknüpfen und verpasste als Neunter die Play-offs. Gründe hierfür lagen in der Überalterung der Mannschaft, Neuzugängen, die die Erwartungen nicht erfüllten und einem Verletzungspech, von dem man in den vorangegangenen Jahren verschont blieb. Unter anderem Top-Scorer Patrick Lebeau fiel lange aus. Für die Saison 2006/07 hatte man sich das Ziel gesetzt, am Ende der Saison unter den ersten sechs Teams zu stehen. Dieses Ziel wurde knapp verfehlt, nach einer zeitweise starken, zeitweise aber auch schwachen Hauptrunde, sicherlich bedingt durch das große Verletzungspech vieler (Schlüssel-)Spieler während der gesamten Saison, platzierten sich die Lions nach 52 Spielen auf Rang acht und mussten somit in den Pre-Playoffs unter Beweis stellen, dass sie Playoff-fähig waren. Dort traf man auf den amtierenden Deutschen Meister, die Eisbären Berlin. In einer Best-Of-Three-Serie setzten sich die Lions mit 2:1 Siegen durch und qualifizierten sich somit für das Playoff-Viertelfinale. Dort traf man auf den Erzrivalen und Titelfavoriten, die Adler Mannheim. In einer nicht unumstrittenen Serie setzten sich die Adler in fünf Spielen mit 4:1 Siegen gegen die Lions durch, die somit im Viertelfinale ausschieden.
Im August 2008 verstarb Mitbegründer und Haupteigentümer Gerd Schröder im Alter von 49 Jahren, nachdem er im Frühjahr 2008 einen Schlaganfall erlitten und monatelang im Koma gelegen hatte. Nach anfänglichen Bedenken wurde die Zukunft der Lions allerdings für gesichert erklärt. Jürgen Arnold, Gesellschafter des ERC Ingolstadt, übernahm Schröders Posten als Aufsichtsratsvorsitzender der Deutschen Eishockey Liga.
Am 30. Juni 2010 wurde den Frankfurt Lions die Lizenz für die DEL-Saison 2010/11 entzogen und der Spielbetrieb der Lions eingestellt. Der Stammverein setzte unter dem Namen Löwen Frankfurt den Spielbetrieb in der Regionalliga West fort, gehörten ab 2014 der DEL2 an und schafften 2022 den Aufstieg in die DEL.

### Platzierungen
Zur Saison 1994/95 wurde die Deutsche Eishockey Liga gegründet, der die Frankfurt Lions als Gründungsmitglied bis 2010 ununterbrochen angehörten. Höhepunkt war die deutsche Meisterschaft im Jahre 2004, Tiefpunkt der sportliche Abstieg im Jahr 2003, als man nur durch die Insolvenz der Schwenninger Wild Wings in der Liga verblieb.
| Saison    | Liga | Vorrunde  | Saisonabschluss |
| --------- | ---- | --------- | --- |
| 1994/95   | DEL  | 10. Platz | Play-offs: 4:1 Niederlagen im Achtelfinale gegen die Kassel Huskies |
| 1995/96   | DEL  | 8. Platz  | Play-offs: 3:0 Niederlagen im Achtelfinale gegen die Kassel Huskies |
| 1996/97   | DEL  | 12. Platz | Play-downs: 4:2 Niederlagen in der 1. Runde gegen die Kaufbeurer Adler, 3:0 Siege in der 2. Runde gegen die Ratinger Löwen |
| 1997/98   | DEL  | 2. Platz  | Play-offs: 3:1 Siege im Viertelfinale gegen die Hannover Scorpions, 3:0 Niederlagen im Halbfinale gegen die Adler Mannheim |
| 1998/99   | DEL  | 4. Platz  | Play-offs: 3:2 Siege im Viertelfinale gegen die Kölner Haie, 3:0 Niederlagen im Halbfinale gegen die Nürnberg Ice Tigers |
| 1999/2000 | DEL  | 7. Platz  | Play-offs: 3:2 Niederlagen im Viertelfinale gegen die München Barons |
| 2000/01   | DEL  | 10. Platz | Play-offs nicht erreicht |
| 2001/02   | DEL  | 11. Platz | Play-offs nicht erreicht |
| 2002/03   | DEL  | 13. Platz | Play-downs: 4:2 Niederlagen gegen die Schwenninger Wild Wings, somit sportlicher Absteiger. Da über die Schwenninger Wild Wings das Insolvenzverfahren eröffnet wurde, wurde ihnen die Lizenz entzogen und sie mussten den Gang in die unteren Ligen antreten. Frankfurt bleibt dadurch in der DEL. |
| 2003/04   | DEL  | 5. Platz  | Deutscher Meister nach den Play-offs: 4:2 Siege im Viertelfinale gegen die Kölner Haie, 3:2 Siege im Halbfinale gegen die Hamburg Freezers, 3:1 Siege im Finale gegen die Eisbären Berlin |
| 2004/05   | DEL  | 1. Platz  | Play-offs: 4:2 Siege im Viertelfinale gegen die Hamburg Freezers, 3:2 Niederlagen im Halbfinale gegen die Adler Mannheim |
| 2005/06   | DEL  | 9. Platz  | Play-offs nicht erreicht |
| 2006/07   | DEL  | 8. Platz  | Pre-Play-offs: 2:1 Siege gegen die Eisbären Berlin, Play-offs: 4:1 Niederlagen im Viertelfinale gegen die Adler Mannheim |
| 2007/08   | DEL  | 4. Platz  | Play-offs: 4:3 Siege im Viertelfinale gegen die Iserlohn Roosters, 3:2 Niederlagen im Halbfinale gegen die Kölner Haie |
| 2008/09   | DEL  | 9. Platz  | Pre-Play-offs: 3:2 Niederlagen gegen die Hamburg Freezers |
| 2009/10   | DEL  | 2. Platz  | Play-offs: 3:1 Niederlagen im Viertelfinale gegen den ERC Ingolstadt |

## Spieler

### Meistermannschaft 2003/04
Die Mannschaft der Frankfurt Lions aus der Saison 2003/04 konnte sich mit einer geschlossenen Mannschaftsleistung die deutsche Meisterschaft sichern. Im Play-off-Finale besiegte das Team den Favoriten aus Berlin. Überragender Spieler der damaligen Mannschaft war der Kanadier Pat Lebeau, der nicht nur der punktbeste Scorer im Team war, sondern am Ende sogar zum MVP der Saison gewählt wurde.
| Position      | Name |
| ------------- | --- |
| Tor:          | Ian Gordon, Marc Dillmann, Marc Hansconrad |
| Verteidigung: | Peter Ratchuk, Paul Stanton, François Bouchard, Jonas Stöpfgeshoff, Mikael Magnusson, Sebastian Klenner, Markus Jocher, Daniel Peters, Michael Bresagk                                        |
| Sturm:        | Pat Lebeau, Jesse Bélanger, Jason Young, Dwayne Norris, David Gosselin, Martin Reichel, Mike Harder, Michael Hackert, David Sulkovsky, Christian Kohmann, Mark Etz, Robert Francz, Jan Hemmes |

### Gesperrte Trikotnummern

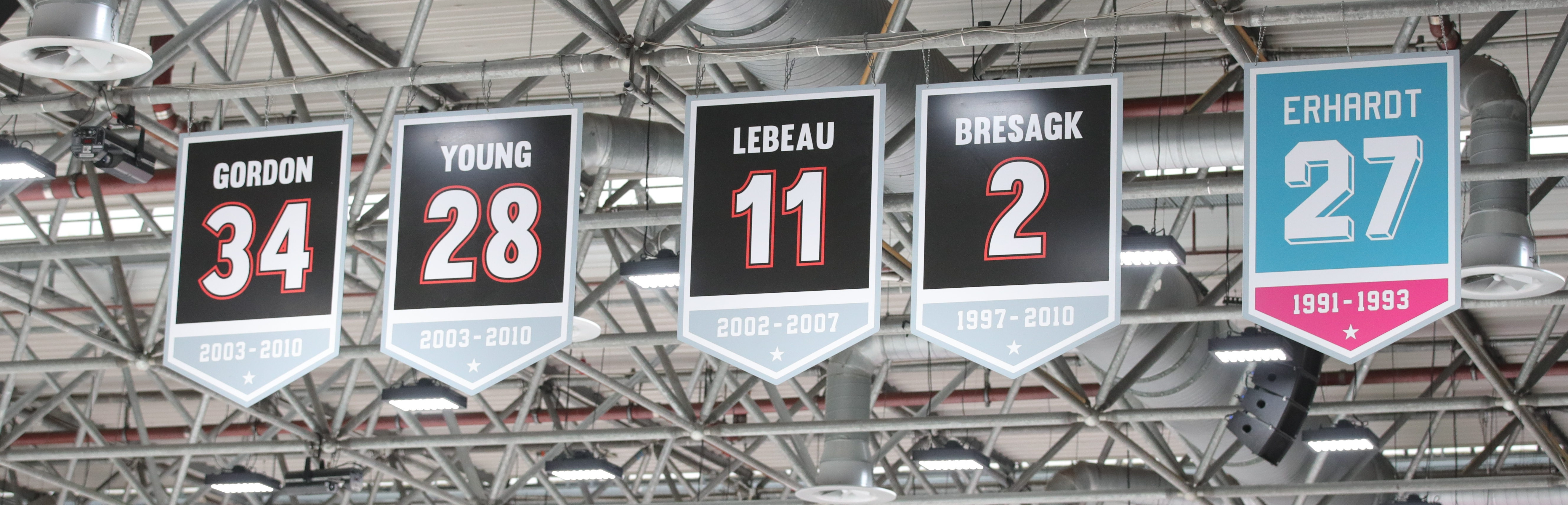
Gesperrte Trikotnummern unter dem Hallendach der Eissporthalle Frankfurt (2023)

Einige Rückennummern wurden vom Verein und auch vom Nachfolger Löwen Frankfurt zu Ehren der Spieler gesperrt und nicht mehr vergeben.
| Name            | #  | Position      | Zeit beim Verein     | Anmerkungen                                                                           |
| --------------- | -- | ------------- | -------------------- | ------------------------------------------------------------------------------------- |
| Michael Bresagk | 2  | Verteidiger   | 1997–2010            | Deutscher Meister 2004, 645 DEL-Spiele für Frankfurt                                  |
| Pat Lebeau      | 11 | Linker Flügel | 2002–2007            | Deutscher Meister 2004, Spieler des Jahres 2004 und 2005, DEL-Topscorer 2004 und 2005 |
| Trevor Erhardt  | 27 | Stürmer       | 1983–1988, 1991–1993 | erste gesperrte Trikotnummer in Frankfurt                                             |
| Jason Young     | 28 | Center        | 2003–2010            | Deutscher Meister 2004                                                                |
| Ian Gordon      | 34 | Torhüter      | 2003–2010            | Deutscher Meister 2004                                                                |

### Mitglieder der Hockey Hall of Fame Deutschland
In die „Hall of Fame“ des deutschen Eishockeymuseums werden Persönlichkeiten aufgenommen, die sich um den Eishockeysport in Deutschland verdient gemacht haben. Von den aufgenommenen Akteuren wirkten in Frankfurt:
(Teamzugehörigkeit und Position in Klammern)
- Günther Herold
(1966–1989, Funktionär)
Der Frankfurter „Mister Eishockey“ wurde 1966 Schatzmeister und später verantwortlicher Abteilungsleiter der Eishockeyabteilung von Eintracht Frankfurt. In dieser Zeit konnte er einige namhafte Spieler, wie den späteren Bundesliga-Topscorer Jiří Lála, an den Main holen.
- Ladislav Olejnik
(1989–1991, Trainer)
Der 38-malige tschechoslowakische Nationalspieler wurde in seiner Heimat elfmal Meister. Den EC Bad Tölz und den Mannheimer ERC führte Olejnik als Trainer zu vier Vizemeisterschaften und wirkte anschließend von 1989 von 1991 in Frankfurt. Ab 1990 war er zeitgleich Co-Trainer der Nationalmannschaft.
- Michael Rumrich
(1990–1991, Sturm)
Der mehrfache Olympiateilnehmer mit der deutschen Nationalmannschaft stand in der Saison 1990/91 im Kader von Eintracht Frankfurt. Nach der Spielzeit wechselte der Angreifer zum BSC Preussen und wurde bei der DEL-Premiere im Jahr 1995 mit den Kölner Haien Deutscher Meister.
- Manfred Wolf
(1991–1994, Sturm)
Der Angreifer wechselte 1991 vom Mannheimer ERC in die Oberliga zum neu gegründeten Frankfurter ESC, mit dem er 1993 in die 2. Bundesliga aufstieg. Für die deutsche Nationalmannschaft bestritt Wolf die Olympischen Winterspiele 1984 und 1988 sowie fünf Weltmeisterschaften.

### Vereinsinterne Rekorde
Zu den erfolgreichsten Spielern in der Vereinsgeschichte gehört der Kanadier Patrick Lebeau, der in drei verschiedenen Statistiken den jeweiligen Rekord hält.
| Platz | Spieler         | Spiele |
| ----- | --------------- | ------ |
| 1.    | Michael Bresagk | 593    |
| 2.    | Ian Gordon      | 305    |
| 3.    | Toni Porkka     | 283    |

| Platz | Spieler        | Punkte (T/A)  |
| ----- | -------------- | ------------- |
| 1.    | Patrick Lebeau | 307 (111/196) |
| 2.    | Jason Young    | 239 (77/162)  |
| 3.    | Chris Snell    | 197 (69/128)  |

| Platz | Spieler        | Tore |
| ----- | -------------- | ---- |
| 1.    | Patrick Lebeau | 111  |
| 2.    | Dwayne Norris  | 85   |
| 3.    | Jason Young    | 77   |

| Platz | Spieler     | Vorlagen |
| ----- | ----------- | -------- |
| 1.    | Pat Lebeau  | 196      |
| 2.    | Jason Young | 162      |
| 3.    | John Chabot | 147      |

|    | Spieler        | Punkte pro Spiel   |
| -- | -------------- | ------------------ |
| 1. | Robert Reichel | ⌀ 2,11 (70 Spiele) |
| 2. | Jiří Lála      | ⌀ 1,59 (99 Spiele) |
| 3. | Doug Weight    | ⌀ 1,50 (18 Spiele) |

| Platz | Spieler         | Strafminuten |
| ----- | --------------- | ------------ |
| 1.    | Chris Snell     | 699          |
| 2.    | Michael Bresagk | 614          |
| 3.    | Jason Young     | 555          |

(alle Statistiken befinden sich auf dem Stand zum Ende der Saison 2007/08)

### Weitere bedeutende (ehemalige) Spieler
(Teamzugehörigkeit und Position in Klammern)
- Jukka Tammi
(1996–1999, Tor)
Der Torhüter gewann mit der finnischen Nationalmannschaft Silber sowie zweimal Bronze bei Olympischen Spielen und wurde mit Ilves Tampere im Jahre 1985 Finnischer Meister. 1996 verließ Tammi Finnland und wechselte nach Deutschland, wo er seine Karriere 1999 in Frankfurt beendete.
- Jerzy Potz
(1982–1989, Verteidigung)
Potz bestritt 204 Länderspiele für die polnische Nationalmannschaft und nahm in dieser Zeit mehrmals an den Olympischen Spielen teil. Der Verteidiger spielte von 1982 bis 1989 bei Eintracht Frankfurt und beendete seine Karriere schließlich 1990 beim EC Bad Nauheim.
- Michael Bresagk
(seit 1997, Verteidigung)
Der deutsche Nationalspieler steht seit über zwölf Jahren für die Lions auf dem Eis und bestritt in dieser Zeit über 700 Hauptrunden und Play-off-Spiele für die Hessen. Mit der Nationalmannschaft bestritt Bresagk die Weltmeisterschaften 1994, 1995 und 1998.
- Toni Forster
(1985–1990, 1991–1993, Verteidigung/Trainer)
Der Verteidiger kam auf 248 Einsätze für die Frankfurter Eintracht und den Frankfurter ESC, in denen der gelernte Verteidiger ungewöhnliche 312 Scorerpunkte erzielen konnte. Mit dem Kölner EC wurde Anton Forster im Jahr 1984 Deutscher Meister und kehrte 1991 als Trainer nach Frankfurt zurück.
- Stéphane Robidas
(2004–2005, Verteidigung)
Der aktuelle NHL-Spieler der Dallas Stars spielte während des NHL-Lockouts 2004/05 bei den Frankfurt Lions aktiv, mit denen er das Play-off-Halbfinale erreichte. Zudem war der kanadische Nationalspieler in der NHL bereits für die Montreal Canadiens und die Chicago Blackhawks aktiv.
- Chris Snell
(1998–2000, 2001–2002, Verteidigung)
Snell bestritt 34 NHL-Einsätze für die Toronto Maple Leafs sowie die Los Angeles Kings und wechselte 1998 nach Frankfurt. Nach einem einjährigen Gastspiel bei den Hannover Scorpions kehrte der Kanadier 2001 zu den Lions zurück, wo er seine Karriere nach einer Spielzeit beendete.
- Paul Stanton
(2002–2004, Verteidigung)
Stanton bestritt über 300 NHL-Partien für die Pittsburgh Penguins, die Boston Bruins sowie die New York Islanders und wechselte 1995 nach Deutschland, wo er mit den Adler Mannheim dreimal Deutscher Meister wurde. 2004 gewann der US-Amerikaner in Frankfurt erneut die Meisterschaft.
- John Chabot
(1997–2000, Sturm)
Der Angreifer spielte zusammen mit Mario Lemieux bei den Pittsburgh Penguins und absolvierte elf Länderspiele für die kanadische Nationalmannschaft. Von 1997 bis 2000 stand er im Kader der Frankfurt Lions.
- Uli Egen
(1987–1990, Sturm)
Egen absolvierte zwischen 1987 und 1990 117 Spiele für Eintracht Frankfurt, in denen er 141 Scorerpunkte erzielen konnte. Weitere Bundesliga-Stationen des Angreifers, der seine Karriere 1993 beim Lokalrivalen EC Kassel beendete, waren der EV Füssen und die Düsseldorfer EG.
- Trevor Erhardt
(1983–1988, 1991–1993, Sturm)
Der Kanadier war einer der Publikumslieblinge in Frankfurt und spielte dort in den 1980er-Jahren sowohl für die Eintracht als auch von 1991 an wieder für den neu gegründeten Frankfurter ESC, zu dem er 1991 aus Österreich zurückkehrte. Außerdem spielte der Angreifers ein Jahr in Bad Nauheim.
- Markus Jocher
(2003–2006, Sturm)
Der Angreifer wurde 2002 Deutscher Meister mit den Kölner Haien und wechselte anschließend zu den Frankfurt Lions, mit denen er diesen Erfolg im Jahr 2004 nochmals wiederholen konnte. Nach zwei Jahren bei den Straubing Tigers spielte Jocher zwei Saisons beim Erstligisten EHC München und eine Saison für Löwen Frankfurt.
- Jiří Lála
(1989–1991, 1994–1996, Sturm)
Lála gewann mit der tschechoslowakischen Nationalmannschaft Silber bei den Olympischen Spielen 1984 und nahm an mehreren Weltmeisterschaften teil. 1990 wurde der Angreifer Bundesliga-Topscorer und kehrte nach Gründung der DEL für zwei Spielzeiten zu den Lions zurück.
- Patrick Lebeau
(2002–2007, Sturm)
Der Kanadier stand in der NHL für die Calgary Flames und die Florida Panthers auf dem Eis und wechselte 2002 aus der Schweiz nach Frankfurt, wo er mehrfacher Topscorer, wertvollster Spieler und Deutscher Meister in der Spielzeit 2003/04 werden konnte. 2008 bis 2010 spielte Lebeau für die Vienna Capitals und kehrte danach nach Kanada zurück, wo er für eine Saison für Saint-François de Sherbrooke auflief.
- Peter Obresa
(1993–1994, Sturm)
Obresa nahm an den Olympischen Winterspielen 1988 teil und wurde mit dem Mannheimer ERC im Jahr 1980 Deutscher Meister. Nach 14 Jahren in Mannheim wechselte der Angreifer 1993 zum Frankfurter ESC in die 2. Bundesliga, wo er seine Karriere nach einem Jahr beendete.
- Len Barrie
(1997–1999, Sturm)
Der Stürmer kam auf 192 NHL-Spiele für die Philadelphia Flyers, die Florida Panthers die Pittsburgh Penguins sowie die Los Angeles Kings und war nach seinem Wechsel nach Frankfurt im Jahr 1997 einer der Publikumslieblinge sowie bester Scorer des Teams in der Saison 1998/99.
- Robert Reichel
(1994, 1995–1996 Sturm)
Der langjährige NHL-Spieler stand aufgrund des NHL Lockouts 1994 für kurze Zeit im Kader der Frankfurt Lions und kehrte im Sommer 1995 für eine Spielzeit zurück in die Mainmetropole. Bis 2010 spielte Reichel wieder für den HC Litvínov in seinem Heimatland Tschechien.
- Roger Nicholas
(1989–1991, 1992–1994, Sturm)
Der US-Amerikaner spielte in der Bundesliga für den ECD Iserlohn und den Kölner EC, bevor er 1989 nach Frankfurt wechselte und dort in 223 Partien für Eintracht Frankfurt und den Frankfurter ESC insgesamt 378 Scorerpunkte erzielte. Nicholas beendete seine Karriere nach der Saison 1993/94.
- Charlie Simmer
(1988–1989, Sturm)
Der Angreifer absolvierte über 700 NHL-Spiele für die California Seals, die Cleveland Barons, die Los Angeles Kings, die Boston Bruins und die Pittsburgh Penguins, in denen er 711 Scorerpunkte erzielen konnte. Nach einem Jahr in Frankfurt kehrte Simmer 1989 nach Nordamerika zurück.
- Ilja Worobjow
(1993–1999, 2007–2010, Sturm)
Worobjow ist einer der Publikumslieblinge in Frankfurt und zudem einer der wenigen Spieler, die auch noch für den Frankfurter ESC auf dem Eis standen. Nach einem zweijährigen Engagement in Mannheim wechselte der Angreifer in seine russische Heimat, bevor er im 2007 zu den Lions zurückkehrte.
- Doug Weight
(2004–2005, Sturm)
Weight spielte während des NHL-Lockouts 2004/05 zusammen mit Stéphane Robidas bei den Lions. Spätere Karrierestationen waren unter anderem die St. Louis Blues, die Carolina Hurricanes, die Anaheim Ducks sowie die New York Islanders, bei denen er von 2008 bis 2011 unter Vertrag stand.
- Danny Held
(1987–1991, Sturm)
Der gebürtige Kanadier absolvierte insgesamt 122 Spiele für die Frankfurter Eintracht, in denen er 144 Scorerpunkte erzielen konnte. Später stand er für die Eisbären Berlin und die Augsburger Panther in der DEL auf dem Eis und beendete seine Laufbahn 2000 beim SC Bietigheim-Bissingen.

### Teilnahmen von Spielern am All-Star-Game
Einige Spieler der Frankfurt Lions wurden für das DEL All-Star-Game nominiert, ein Freundschaftsspiel, welches von 1998 bis 2009 jährlich stattfand und in dem die herausragendsten Spieler der Deutschen Eishockey Liga gegeneinander antraten.
| Name                | Position    | Teilnahme(n)           | Team                      |
| ------------------- | ----------- | ---------------------- | ------------------------- |
| Michael Bresagk     | Verteidiger | 1998, 2006, 2007, 2008 | Deutschland Europa        |
| Rich Chernomaz      | Trainer     | 2005                   | DEL All-Stars             |
| Ian Gordon          | Torhüter    | 2008 2009              | Nordamerika Europa        |
| Michael Hackert     | Stürmer     | 2005, 2006 2007        | Deutschland Europa        |
| Lasse Kopitz        | Verteidiger | 2008, 2009             | Europa                    |
| Patrick Lebeau      | Stürmer     | 2004, 2005, 2006       | DEL All-Stars             |
| Dwayne Norris       | Stürmer     | 2005 2007              | DEL All-Stars Nordamerika |
| Peter Ratchuk       | Verteidiger | 2004                   | DEL All-Stars             |
| Richard Regehr      | Verteidiger | 2008                   | Nordamerika               |
| Martin Reichel      | Stürmer     | 2004                   | Deutschland               |
| Alexander Seliwanow | Stürmer     | 2002                   | DEL All-Stars             |
| Chris Snell         | Verteidiger | 2002                   | DEL All-Stars             |
| Paul Stanton        | Verteidiger | 2003                   | DEL All-Stars             |
| Ilja Worobjow       | Stürmer     | 1998                   | DEL All-Stars             |

## Trainer
- 2003–2010:
 Rich Chernomaz
wurde im Jahre 2004 Deutscher Meister mit den Frankfurt Lions
- 2002/03:
 Lance Nethery
Platz 13 (von 14) nach der Hauptrunde und anschließender Klassenerhalt in den Play-downs
- 2001/02 (ab Februar 2002):
 Butch Goring
landete am Ende im Mittelfeld auf dem elften Rang
- 2001/02 (ab Januar 2002):
 Bernie Johnston
war für knapp einen Monat der Interimscoach
- 2001/02 (ab Oktober 2001):
 Doug Bradley
wurde nach 31 Spielen mit einer Bilanz von 18 Siegen und 21 Niederlagen entlassen
- 2001/02:
 Blair J. MacDonald
wurde nach einem schlechten Saisonstart (1S/7N) am 1. Oktober 2001 entlassen
- 2000/01 (ab Januar 2001):
 Blair J. MacDonald
verpasste mit den Lions am Ende knapp einen Play-off Platz
- 2000/01:
 Peter Obresa
nach 21 Niederlagen in 36 Spielen wurde er entlassen
- 1999/2000 (ab November 1999):
 Peter Obresa
führte die Lions in die Play-offs, wo man im Viertelfinale knapp an den München Barons scheiterte
- 1999/2000:
 Ricki Alexander
nach 10 Niederlagen in 16 Spielen räumte Alexander zum 1. November 1999 seinen Platz und wurde anschließend Manager der Lions
- 1998/99 (ab März 1999):
 Ricki Alexander
nach einem vierten Platz in der Hauptrunde, führte er die Lions bis ins Play-off-Halbfinale, wo man in der Best-of-Five-Serie mit 0:3 an den Nürnberg Ice Tigers scheiterte
- 1998/99 (ab Oktober 1998):
 Bernie Johnston
als Manager übernahm er am 18. Oktober 1998 für kurze Zeit den Trainerposten und kehrte anschließend ins Management zurück
- 1998/99:
 Bob Manno
war bis zum 18. Oktober 1998 Trainer der Frankfurt Lions
- 1997/98 (ab März 1998):
 Bernie Johnston
scheiterte im Play-off-Halbfinale in der Best of Five Serie mit 0:3 an den Adlern aus Mannheim
- 1997/98:
 Peter Obresa
seine Bilanz: 44 Spiele, 24 Siege, 5 Unentschieden und 15 Niederlagen
- 1996/97 (ab Januar 1997):
 Peter Obresa
sicherte den Klassenerhalt in der zweiten Runde der Play-downs
- 1996/97:
 Pentti Matikainen
nachdem seine Mannschaft 19 Niederlagen in 38 Spielen einstecken musste, wurde Matikainen entlassen
- 1994/95 – 1995/96:
 Pjotr Worobjow
erreichte 1995 und 1996 jeweils das Achtelfinale der Play-offs

## Spielstätte
Die Eissporthalle am Ratsweg wurde am 19. Dezember 1981 eröffnet und galt lange als eine der modernsten Hallen ihrer Art in Deutschland. Neben der Haupteisfläche in der Größe eines Eishockeyfeldes, die von 7000 Zuschauerplätzen, davon ungefähr 3500 Sitz- und 3500 Stehplätzen, umgeben ist, verfügt die Anlage über eine geschlossene kleinere Eishalle sowie einen großen 400 m langen Außenring. Ein weiteres von einem Zeltdach überspanntes Eishockeyfeld wird im Sommer zu Tennisplätzen umfunktioniert.
| Saison  | Heimspiele  | Zuschauer                  | Zuschauer pro Spiel     |
| ------- | ----------- | -------------------------- | ----------------------- |
| 2008/09 | 28 (26 / 2) | 172.722 (161.422 / 11.300) | ⌀ 6.169 (6.208 / 5.650) |
| 2007/08 | 34 (28 / 6) | 210.800 (170.000 / 40.800) | ⌀ 6.200 (6.071 / 6.800) |
| 2006/07 | 30 (26 / 4) | 183.250 (157.550 / 25.700) | ⌀ 6.108 (6.060 / 6.425) |
| 2005/06 | 26 (26 / -) | 164.306 (164.306 / -)      | ⌀ 6.319 (6.319 / -)     |
| 2004/05 | 32 (26 / 6) | 208.400 (166.900 / 41.500) | ⌀ 6.513 (6.419 / 6.917) |
| 2003/04 | 33 (26 / 7) | 208.166 (160.066 / 48.100) | ⌀ 6.308 (6.156 / 6.871) |

(Angegeben ist die Gesamtauslastung der ganzen Saison. In Klammern sind die Hauptrunde / Endrunde separat aufgeführt.)

## Vereinskultur

### Maskottchen
Seit 1991 gab es ein Maskottchen, das löwenähnlich war, welches sich nicht durchsetzen konnte. Erst mit der Saison 1999/2000 konnte sich der Löwe Leon etablieren. Gemeinsam mit Stadionsprecher Rüdiger Storch stimmte er die Fans vor Heimspielen und in den Drittelpausen auf das Spiel ein.
Leon trug die Rückennummer 13. Er war mit Pucki, dem Maskottchen der Nürnberg Ice Tigers, befreundet.